# 雙福音書假說
雙福音書假說（英語：Two-gospel hypothesis），又稱格里斯巴奇假說（Griesbach hypothesis），是聖經研究中，對於《新約》成書的一個假說，用於解釋對觀福音問題。與奧古斯丁假說相同，屬於馬太居先說（Matthean Priority）。這個假說認為，《馬太福音》是四福音書中最早成書的，之後則是《路加福音》，根據這兩個福音書，再寫成《馬可福音》。這個假說由德國學者約翰·雅各布·格里斯巴奇於1780年代提出。學者威廉·魯本·法默於1964年重新提出這個學說，於1979年改稱為雙福音假說。
與學界最流行的雙源假說比較，雙福音書假說不需要假設存在有Q來源這樣的消失文本，而且這個說法受到早期基督教的支持。這個假說更為符合傳統觀點，認為福音書是在耶穌死後不久，其門徒以及再傳弟子開始寫成的，而不是在更晚期，由後世學者編寫而成。